# Carl Fredrich
Carl Johann Fredrich (ur. 20 lipca 1871 w Szczecinie, zm. 5 stycznia 1930 tamże) – niemiecki archeolog, historyk sztuki, filolog klasyczny, nauczyciel, autor licznych prac na temat starej zabudowy Szczecina. 

## Życiorys
Pochodził z rodziny kupieckiej, mieszkającej na odrzańskiej wyspie Łasztownia, przy ul. Celnej (niem. Pladrinstraße nr 3). Skończył pobliskie gimnazjum miejskie na lewym brzegu Odry Zachodniej, przy ulicy „Zielony Szaniec” (niem. Grüne Schanze, współcześnie ul. Dworcowa). 
Po ukończeniu gimnazjum podjął studia w Getyndze, na Georg-August-Universität Göttingen. Studiował filozofię, filologię klasyczną i archeologię. Otrzymał stopień doktora filozofii na podstawie pracy pt. De libro Peri physios anthropou pseudippocrateo (Lebenslauf des klassischen Archäologen), wydanej w 1894 roku. W latach 1895–1896 był stypendystą DAI (niem. Deutsche Archeologische Institut). W ramach stypendium  RGK (Römisch-Germanischen Kommission) i Komisji Historii Starożytnej i Epigrafiki (niem. Kommission für Alte Geschichte und Epigraphik) prowadził badania archeologiczne we Włoszech i w Grecji. 
W następnych latach był:
- nauczycielem w Gimnazjum Fryderyka Wilhelma[5] w Poznaniu
- dyrektorem szkoły w Kostrzynie (od 1910 roku)
- dyrektorem Gimnazjum Mariackiego w Szczecinie (od 1914 roku)

Należał do Towarzystwa Historii Pomorza i Starożytności (niem. Gesellschaft für Pommersche Geschichte und Altertumskunde), którego wieloletnim przewodniczącym był Hugo Lemcke. 
W 1923 roku przejął funkcję przewodniczącego, a w 1926 roku opublikował rozszerzoną i poprawioną wersję pracy swojego poprzednika, na temat najstarszych nazw szczecińskich ulic. Swoje opracowania, dotyczące zabytkowej architektury Szczecina (budynki publiczne, kościoły, pozostałości murów miejskich; zob. np. twierdza Szczecin, bramy miejskie Szczecina) publikował m.in. w czasopismach naukowych „Baltische Studien” i „Monatsblätter”. 
Część rękopisów prac Carla Fredricha jest przechowywana w Archiwum Państwowym w Szczecinie.

## Publikacje
Carl Fredrich opublikował w latach 1894–1930 kilkadziesiąt prac. Wykaz 45 pozycji, zamieszczony w Encyklopedii Szczecina–pomeranica.pl rozpoczynają pozycje, dotyczące architektury Włoch i Grecji:

- De libro Peri physios anthropou pseudippocrateo (Lebenslauf des klassischen Archäologen) (rozprawa doktorska, Göttingen 1894[6]
- Hippokratische Untersuchungen, Philologische Untersuchungen, Berlin, Weidmannsche Buchhandlung 1899[11]
- Lemnos, Sonderabdruck aus den Athen (zob. Limnos), Mitteilungen 1906
- Das Rathaus von Milet (ratusz w Milecie, współautorstwo), Berlin 1908[12]
- Thasos (zob. Thasos), 1908
- Inschriften von Priene (współautorstwo), G. Reimer, Berlin 1908[13]
- Inscriptiones insularum Maris Aegaei praeter Delum, Georg Reimer, Berlin 1909
- Vor den Dardanellen, auf altgriechischen Inseln und auf dem Athos, Weidemannsches Buchhandlung, Berlin 1915

W latach 1909–1913 ukazały się cztery pozycje dorobku, związane z pracą nauczycielską w Poznaniu i Kostrzynie nad Odrą (progran szkolny i materiały dydaktyczne, dotyczące m.in. lokalnych znalezisk archeologicznych). Od 1918 roku tematami publikacji były głównie obiekty architektoniczne Szczecina, wśród nich np. Kościół Mariacki, Kościół św. Jakuba i Kościół św. Jana Ewangelisty: 

- Die ehemalige Marienkirche in Stettin und ihr Besitz, T.1 w: Baltische Studien NF, XXI, Stettin 1918
- Die ehemalige Marienkirche in Stettin und ihr Besitz, T.2 w: Baltische Studien NF, XXIII, Stettin 1920
- Die ehemalige Nikolaikirche zu Stettin w: Baltische Studien NF, XXIV, Stettin 1922
- Die Kapellen und Altäre von St. Jakobi in Stettin (Festschrift zum 50jähr; Jubiläum d. Herrn Geh. R. Prof. Dr. H. Lemcke als Vorsitzenden d. Gesellschaft f. Pommersche Geschichte u. Altertumskunde), Stettin 1923
- Bauinschriften der Stettiner Johanniskirche w: Monatsblätter Bd. 38 (1924)

Wydał również opracowania dotyczące obwarowań dawnego Szczecina, np.:

- Ein Stück der Mittelalterlichen Stadtmauer Stettins w: Baltische Studien NF Bd. XXVII, Stettin 1925
- Das älteste Stück der Stettiner Stadtbefestigung w: Baltische Studien NF Bd XXVIII, Stettin 1926
- Der alte Name des Passauer Tores in Stettin. Ein Deutungsversuch, C. Fredrich i M. Wehrmann: Monatsblätter Bd. 43 (1929)

oraz na temat pojedynczych ulic, małych budynków i ich właścicieli, np.:

- Zur Geschichte von Schloß Spantekow W: Monatsblätter Bd. 42 (1928)
- Die Großeltern und Eltern der Frau Tilebein (zob. Sophie Auguste Tilebein) w: Monatsblätter Bd. 37 (1923)
- Haus Tilebein w: Monatsblätter Bd. 38 (1924)
- Das Stadthaus der Familie Tilebein w: Monatsblätter Bd. 39 (1925)